# Liste des shoguns
Cette liste des shoguns présente les hommes qui ont régné sur le Japon en tant que chefs militaires héréditaires, du début de la période Asuka en 709 jusqu'à la fin du shogunat Tokugawa en 1868.

## Période Asuka-Époque de Heian(709-1184)
| # | Image | Nom                              | Shogun à partir de | Shogun jusqu'en |
| - | ----- | -------------------------------- | ------------------ | --------------- |
| 1 |       | Kose no Maro (709)               | 709                | 709             |
| 2 |       | Tajinohi no Agatamori (720-721)  | 720                | 721             |
| 3 |       | Ōtomo no Yakamochi (784-785)     | 784                | 785             |
| 4 |       | Ki no Kosami (788-789)           | 788                | 789             |
| 5 |       | Ōtomo no Otomaro (793-794)       | 793                | 794             |
| 6 |       | Sakanoue no Tamuramaro (797-808) | 797                | 808             |
| 7 |       | Funya no Waramaro (811-816)      | 811                | 816             |
| 8 |       | Fujiwara no Tadabumi (940)       | 940                | 940             |
| 9 |       | Minamoto no Yoshinaka (1184)     | 1184               | 1184            |

## Shogunat de Kamakura(1192–1333)
| # | Image | Nom                              | Shogun à partir de | Shogun jusqu'en |
| - | ----- | -------------------------------- | ------------------ | --------------- |
| 1 |       | Minamoto no Yoritomo (1192-1199) | 1192               | 1199            |
| 2 |       | Minamoto no Yoriie (1202-1203)   | 1202               | 1203            |
| 3 |       | Minamoto no Sanetomo (1203-1219) | 1203               | 1219            |
| 4 |       | Kujō Yoritsune (1226-1244)       | 1226               | 1244            |
| 5 |       | Kujō Yoritsugu (1244-1252)       | 1244               | 1252            |
| 6 |       | Prince Munetaka (1252-1266)      | 1252               | 1266            |
| 7 |       | Prince Koreyasu (1266-1289)      | 1266               | 1289            |
| 8 |       | Prince Hisaaki (1289-1308)       | 1289               | 1308            |
| 9 |       | Prince Morikuni (1308-1333)      | 1308               | 1333            |

## Restauration de Kemmu(1333–1336)
| # | Image | Nom                         | Shogun à partir de | Shogun jusqu'en |
| - | ----- | --------------------------- | ------------------ | --------------- |
| 1 |       | Prince Moriyoshi (1333)     | 1333               | 1333            |
| 2 |       | Prince Narinaga (1335-1336) | 1335               | 1336            |

## Shogunat Ashikaga(1336–1573)
| #  | Image | Nom                             | Shogun à partir de | Shogun jusqu'en |
| -- | ----- | ------------------------------- | ------------------ | --------------- |
| 1  |       | Ashikaga Takauji (1338-1358)    | 1338               | 1358            |
| 2  |       | Ashikaga Yoshiakira (1359-1368) | 1359               | 1368            |
| 3  |       | Ashikaga Yoshimitsu (1368-1394) | 1368               | 1394            |
| 4  |       | Ashikaga Yoshimochi (1395-1423) | 1395               | 1423            |
| 5  |       | Ashikaga Yoshikazu (1423-1425)  | 1423               | 1425            |
| 6  |       | Ashikaga Yoshinori (1429-1441)  | 1429               | 1441            |
| 7  |       | Ashikaga Yoshikatsu (1442-1443) | 1442               | 1443            |
| 8  |       | Ashikaga Yoshimasa (1449-1473)  | 1449               | 1473            |
| 9  |       | Ashikaga Yoshihisa (1474-1489)  | 1474               | 1489            |
| 10 |       | Ashikaga Yoshitane (1490-1493)  | 1490               | 1493            |
| 11 |       | Ashikaga Yoshizumi (1495-1508)  | 1495               | 1508            |
| 12 |       | Ashikaga Yoshitane (1508-1521)  | 1508               | 1521            |
| 13 |       | Ashikaga Yoshiharu (1522-1547)  | 1522               | 1547            |
| 14 |       | Ashikaga Yoshiteru (1547-1565)  | 1547               | 1565            |
| 15 |       | Ashikaga Yoshihide (1568)       | 1568               | 1568            |
| 16 |       | Ashikaga Yoshiaki (1568-1573)   | 1568               | 1573            |

## Shogunat Tokugawa(1603–1868)
| #  | Image | Nom                             | Shogun de | Shogun jusqu'en |
| -- | ----- | ------------------------------- | --------- | --------------- |
| 1  |       | Tokugawa Ieyasu (1543–1616)     | 1603      | 1605            |
| 2  |       | Tokugawa Hidetada (1579–1632)   | 1605      | 1623            |
| 3  |       | Tokugawa Iemitsu (1604–1651)    | 1623      | 1651            |
| 4  |       | Tokugawa Ietsuna (1641–1680)    | 1651      | 1680            |
| 5  |       | Tokugawa Tsunayoshi (1646–1709) | 1680      | 1709            |
| 6  |       | Tokugawa Ienobu (1662–1712)     | 1709      | 1712            |
| 7  |       | Tokugawa Ietsugu (1709–1716)    | 1713      | 1716            |
| 8  |       | Tokugawa Yoshimune (1684–1751)  | 1716      | 1745            |
| 9  |       | Tokugawa Ieshige (1711–1761)    | 1745      | 1760            |
| 10 |       | Tokugawa Ieharu (1737–1786)     | 1760      | 1786            |
| 11 |       | Tokugawa Ienari (1773–1841)     | 1787      | 1837            |
| 12 |       | Tokugawa Ieyoshi (1793–1853)    | 1837      | 1853            |
| 13 |       | Tokugawa Iesada (1824–1858)     | 1853      | 1858            |
| 14 |       | Tokugawa Iemochi (1846–1866)    | 1858      | 1866            |
| 15 |       | Tokugawa Yoshinobu (1837–1913)  | 1866      | 1867            |

## Chefs duclan Tokugawaaprès leshogunat(1868-présent)
- 1. Tokugawa Iesato (1863–1940) (chef du clan 1868–1940)
- 2. Tokugawa Ieamasa (1884–1963) (chef du clan 1940–1963)
- 3. Tokugawa Tsunenari (1940–présent) (chef du clan 1963–2023)
- 4. Tokuhawa Iehiro (1965-présent) (chef du clan 2023-présent)

## Source de la traduction
- (en) Cet article est partiellement ou en totalité issu de l’article de Wikipédia en anglais intitulé « List of shoguns » (voir la liste des auteurs).